# No Surrender (2013)
L'édition 2013 de No Surrender est une manifestation de catch (lutte professionnelle) télédiffusée et visible pour la première fois en direct sur la chaine Spike TV. Habituellement, No Surrender est un PPV disponible uniquement en paiement à la séance. L'événement, produit par la Total Nonstop Action Wrestling, s'est déroulé le 12 septembre 2013 à la Chaifetz Arena  à Saint-Louis dans le Missouri aux États-Unis. Il s'agit de la neuvième édition de No Surrender.

## Contexte
Les spectacles de la Total Nonstop Action Wrestling en paiement à la séance sont constitués de matchs aux résultats prédéterminés par les scénaristes de la TNA. Ces rencontres sont justifiées par des storylines - une rivalité avec un catcheur, la plupart du temps - ou par des qualifications survenues dans les émissions de la TNA telles que Impact Wrestling et Xplosion. Tous les catcheurs possèdent un gimmick, c'est-à-dire qu'ils incarnent un personnage face (gentil) ou heel (méchant), qui évolue au fil des rencontres. Un pay-per-view comme Hardcore Justice est donc un évènement tournant pour les différentes storylines en cours.

## Tableau des matchs
| #                                                                | Match                          | Stipulation                                                        | Durée |
| ---------------------------------------------------------------- | ------------------------------ | ------------------------------------------------------------------ | ----- |
| Dark                                                             | Kazarian bat Chris Sabin       | Match simple                                                       | 5:59  |
| 1                                                                | A.J Styles bat Austin Aries    | Demi-finale des Bound for Glory Series (2013)                      | 14:37 |
| 2                                                                | Magnus bat Bobby Roode         | Demi-finane des Bound for Glory Series (2013)                      | 6:55  |
| 3                                                                | Bully Ray (c) bat Mr. Anderson | Last Man Standing match pour le TNA World Heavyweight Championship | 17:27 |
| 4                                                                | A.J Styles bat Magnus          | Finale des Bound for Glory Series (2013)                           | 15:08 |
| (c) désigne le(s) champion(s) défendant son titre dans le match. |                                |                                                                    |       |